# Kýčery
Kýčery jsou geomorfologickou částí Lůčanské Fatry.

## Vymezení
Nacházejí se ve střední části Lúčanské Fatry mezi částmi Lúčanské Veterné hole na severu a Kľak a Vrícka kotlina na jihu. Západně se nachází Rajecká dolina (podcelek Žilinské kotliny), východní okraj sousedí s Valčianskou pahorkatinou, podcelkem Turčianské kotliny a na jihovýchodě na krátkém úseku s podcelkem pohoří Žiaru Sokolem . 

## Vybrané vrcholy
- Hnilická Kýčera (1217,5 m n. m.) - nejvyšší vrch části
- Skalky /1191 m n. m.)
- Janková (1163 m n. m.)
- Kýčera /1166 m n. m. )
- Úplaz (1085 m n. m.)

## Významné sedla
- Sedlo pod Úplazom (9688 m n. m.)
- Sedlo pod Hnilickou Kýčerou (1028 m n. m.)
- Vrícké sedlo (950 m n. m.)[2]